# Rafał Czarnecki (leśnik)
Rafał Czarnecki – polski leśnik, doktor habilitowany nauk rolniczych, adiunkt na Uniwersytecie Przyrodniczym w Poznaniu, specjalista od technologii tworzyw drzewnych.

## Kariera naukowa
W 1989 roku na Uniwersytecie Przyrodniczym w Poznaniu uzyskał tytuł magistra inżyniera. W tym samym roku został zatrudniony na tejże uczelni, a w 2000 roku na jej Wydziale Technologii Drewna uzyskał stopień doktora nauk rolniczych w zakresie drzewnictwa na podstawie rozprawy pt. Wpływ środków utleniających na właściwości płyt wiórowych wytwarzanych przy użyciu żywicy fenolowo-formaldehydowej, której promotorem była Janina Łęcka. W 2018 roku ten sam wydział nadał mu stopień doktora habilitowanego nauk rolniczych w dyscyplinie drzewnictwa na podstawie pracy pt. Rola reakcji rodnikowych w klejeniu drewna rezolową żywicą fenolowo-formaldehydową w warunkach wytwarzania tworzyw drzewnych.